# Imperata
Imperata es un género de plantas de la familia de las poáceas. Es originario de zonas tropicales y regiones cálidas y templadas de todo el mundo.

## Descripción
Son hierbas perennes gramíneas rizomatosas nativas de las zonas tropicales y regiones cálidas y templadas de todo el mundo. Tienen tallos sólidos erguidos y sedosas inflorescencias. La especie más conocida es Imperata cylindrica, que es reconocido como una devastadora maleza nociva en muchos lugares y cultivada como planta ornamental en otros.
Tiene hojas con lígula membranosa, truncada, ciliada. Inflorescencia en panícula densa. Espiguillas todas semejantes, articuladas por debajo de las glumas, redondeadas, con 2 flores; la inferior reducida a la lema, y la superior hermafrodita. Pedúnculos con la parte apical ensanchada, ciatiforme. Glumas más largas que las flores, subiguales, con 5-7 nervios. Lema mútica. Palea más corta que la lema. Sin lodículas. Androceo con 2 estambres.

## Taxonomía
El género fue descrito por Domenico Maria Leone Cirillo y publicado en Plantarum Rariorum Regni Neapolitani 2: 26. 1792. La especie tipo es: Imperata arundinacea Cirillo. 
Etimología
Imperata: nombre genérico otorgado en honor del naturalista italiano Ferrante Imperato (1525? – 1615?).
citología
El número cromosómico básico del género es x = 5 y 10, con números cromosómicos somáticos 2n = 20, 40, 50 y 60 , ya que hay especies diploides y una serie poliploide. Los cromosomas son relativamente pequeños.

## Especies seleccionadas
- Imperata brasiliensis
- Imperata brevifolia
- Imperata conferta
- Imperata contracta
- Imperata cylindrica
- Imperata exaltata Brongn.
- Imperata minutiflora
- Imperata tenuis[4][5]